# Croton schiedeanus
Espèce
Croton schiedeanus est une espèce de plantes à fleurs du genre Croton et de la famille des Euphorbiaceae, présente du Mexique jusqu'en Amérique tropicale.
Il a pour synonyme :
- Croton perobtusus, Lundell, 1940
- Oxydectes schiedeana, (Schltdl.) Kuntze

Cette espèce contient le flavonoïde appelé ayanine.